# HD 56989
HD 56989，又名BD+02 1640，SAO 115263、HR 2778，是一颗恒星，视星等为5.89，位于銀經213.67，銀緯7.46，其B1900.0坐标为赤經7h 14m 8.8s，赤緯+2° 7.46′ 27″。